# Oxandra oblongifolia
Oxandra oblongifolia är en kirimojaväxtart som beskrevs av Robert Elias Fries. Oxandra oblongifolia ingår i släktet Oxandra och familjen kirimojaväxter. Inga underarter finns listade i Catalogue of Life.